# Saint-Vit
Saint-Vit (Aussprache [sɛ̃.vit]) ist eine französische Gemeinde mit 5059 Einwohnern (Stand: 1. Januar 2022) im Département Doubs in der Region Bourgogne-Franche-Comté. Sie gehört zum Arrondissement Besançon und ist Mitglied im Gemeindeverband Grand Besançon Métropole. Das Bureau centralisateur des gleichnamigen Kantons befindet sich in Saint-Vit. Die Bewohner werden Saint-Vitois und Saint-Vitoises genannt.
Die Gemeinde erhielt 2024 die Auszeichnung „Drei Blumen“, die vom Conseil national des villes et villages fleuris (CNVVF) im Rahmen des jährlichen Wettbewerbs der blumengeschmückten Städte und Dörfer verliehen wird.

## Geographie
Saint-Vit liegt auf 221 m, etwa 18 Kilometer westsüdwestlich der Stadt Besançon (Luftlinie). Das Dorf erstreckt sich am nördlichen Talrand des Doubs, in der leicht gewellten Landschaft zwischen den Flussläufen von Doubs und Ognon (im Norden).
Die Fläche des 16,44 km² großen Gemeindegebiets umfasst einen Abschnitt des Doubstals. Die südliche Grenze verläuft entlang dem Doubs, der hier durch eine ungefähr 1 km breite Talniederung nach Westen fließt. Der Fluss ist hier kanalisiert und beinhaltet auch den Rhein-Rhône-Kanal. Vom Flusslauf erstreckt sich das Gemeindeareal nordwärts über die flache Talaue bis in die angrenzende, leicht gewellte Landschaft zwischen Doubs und Ognon. Das Gebiet wird teils als Acker- und Wiesland genutzt, teils ist es mit Wald bestanden. Im Osten umfasst der Gemeindebann das ausgedehnte Waldgebiet des Bois d’Ambre und das Tälchen des Ringeard (kurzer rechter Seitenbach des Doubs). Mit 302 m wird auf einer Anhöhe nordwestlich des Dorfes die höchste Erhebung von Saint-Vit erreicht.
Zu Saint-Vit gehören neben dem eigentlichen Ort auch mehrere Weilersiedlungen, nämlich: 
- Antorpe (270 m) an einem leicht nach Süden geneigten Hang nördlich des Doubstals
- Boismurie (270 m) in der leicht gewellten Landschaft nördlich des Doubstals
- Benusse (250 m) im Quellgebiet des Baches Ringeard

Nachbargemeinden von Saint-Vit sind Ferrières-les-Bois, Corcondray und Pouilley-Français im Norden, Dannemarie-sur-Crète, Velesmes-Essarts und Osselle-Routelle im Osten, Roset-Fluans und Salans im Süden sowie Évans und Berthelange im Westen.

## Geschichte
Das Gemeindegebiet von Saint-Vit wurde von der römischen Verkehrsstraße durchquert, die von Vesontio (Besançon) nach Cabillonum (Chalon-sur-Saône) führte. In einer Nekropole des 6. Jahrhunderts wurden zahlreiche Schmuckstücke, Werkzeuge und römische Münzen gefunden. Der Ortsname Saint-Vit, der auf den römischen Märtyrer Vitus zurückgeht, wurde im 10. Jahrhundert erstmals urkundlich erwähnt. Seit dem Mittelalter bildete Saint-Vit eine kirchliche Herrschaft, die dem Domkapitel von Besançon unterstand. Zusammen mit der Franche-Comté gelangte Saint-Vit mit dem Frieden von Nimwegen 1678 definitiv an Frankreich. 
Zu mehreren Gebietsveränderungen respektive Eingemeindungen kam es im 19. und 20. Jahrhundert. Im Jahr 1822 wurde Benusse nach Saint-Vit eingemeindet; 1968 folgte Boismurie und 1974 Antorpe. Letzteres wechselte dabei das Département, als selbständige Gemeinde gehörte es bis 1973 zum Département Jura. Mit der Fusion kam es an das Département Doubs.

## Sehenswürdigkeiten
Die Dorfkirche Saint-Vit, ursprünglich aus dem 10. Jahrhundert stammend, wurde 1740 weitgehend neu erbaut, einzig der Chorraum des Vorgängerbaus aus dem 13. Jahrhundert ist erhalten. Im Jahr 1772 wurde der heutige Glockenturm hinzugefügt. Der alte Ortskern ist geprägt von zahlreichen Häusern aus dem 17. und 18. Jahrhundert. 

## Bevölkerung
| Jahr                       | 1962 | 1968 | 1975 | 1982 | 1990 | 1999 | 2018 |
| Einwohner                  | 1276 | 1449 | 2152 | 2978 | 3774 | 4381 | 4874 |
| Quellen: Cassini und INSEE |      |      |      |      |      |      |      |

Mit 5059 Einwohnern (Stand 1. Januar 2022) gehört Saint-Vit zu den mittelgroßen Gemeinden des Départements Doubs. Nachdem die Einwohnerzahl in der ersten Hälfte des 20. Jahrhunderts stets im Bereich zwischen 850 und 1050 Personen gelegen hatte, wurde seit Beginn der 1950er Jahre ein kontinuierliches Bevölkerungswachstum verzeichnet. Seither hat sich die Einwohnerzahl vervierfacht und außerhalb des Ortskerns wurden zahlreiche Ein- und Mehrfamilienhäuser erstellt.

## Wirtschaft und Infrastruktur
Saint-Vit war lange Zeit ein vorwiegend durch die Landwirtschaft (Ackerbau, Obstbau und Viehzucht) geprägtes Dorf. Seit dem 19. Jahrhundert entwickelte es sich zu einem Kleinzentrum an der Hauptstraße zwischen Besançon und Dole. Es weist eine gut ausgebaute Infrastruktur auf und nimmt somit zentralörtliche Funktionen für das landwirtschaftliche Umland wahr. 
Seit den 1970er Jahren wurden am Ortsrand entlang der Hauptstraße Gewerbe- und Industriezonen geschaffen. In Saint-Vit sind zahlreiche verschiedene Industriezweige vertreten: Kunststoff- und Metallverarbeitung, Herstellung von Präzisionswerkzeugen, Décolletage, eine Industriebäckerei und Holzverarbeitung. Weitere Arbeitsplätze gibt es im tertiären Sektor, in zahlreichen Einzelhandelsgeschäften, im Gastgewerbe und in zwei Temporärbüros, dessen Sitz Saint-Vit ist. Saint-Vit verfügt über ein Collège.
Die Ortschaft ist verkehrstechnisch gut erschlossen. Sie liegt an der Hauptstraße N73, die von Besançon nach Dole führt. Der nächste Anschluss an die Autobahn A36, welche das Gemeindegebiet durchquert, befindet sich in einer Entfernung von ungefähr 13 Kilometern. Weitere Straßenverbindungen bestehen mit Quingey, Recologne und Salans. Saint-Vit besitzt einen Bahnhof an der Eisenbahnstrecke Dole–Besançon–Belfort.